# Verwaltungsgemeinschaft Kirchheim (Thüringen)
Die Verwaltungsgemeinschaft Kirchheim lag im thüringischen Ilm-Kreis.

## Gemeinden
- Dornheim
- Elleben
- Elxleben am Steiger
- Kirchheim, Verwaltungssitz
- Rockhausen

## Geschichte
Die Verwaltungsgemeinschaft wurde am 1. Januar 1992 gegründet. Die Auflösung erfolgte 31. Dezember 1996. Mit Wirkung zum 1. Januar 1997 wurde die Verwaltungsgemeinschaft mit der ebenfalls aufgelösten Verwaltungsgemeinschaft Bösleben zur neuen Verwaltungsgemeinschaft Riechheimer Berg zusammengelegt.